# Warren G. Magnuson
Warren G. Magnuson (Moorhead, 1905. április 12. – Seattle, 1989. május 20.) az Amerikai Egyesült Államok szenátora (Washington, 1944–1981).